# Reprezentacja Czech na Mistrzostwach Świata w Wioślarstwie 2009
Reprezentacja Czech na Mistrzostwach Świata w Wioślarstwie 2009 liczyła 22 sportowców. Najlepszym wynikiem było 2. miejsce w dwójce ze sternikiem mężczyzn.

## Medale

### Złote medale
Brak

### Srebrne medale
dwójka ze sternikiem (M2+): Jakub Makovička, Václav Chalupa, Oldřich Hejdušek

### Brązowe medale
jedynka (W1x): Miroslava Knapková
jedynka (M1x): Ondřej Synek

## Wyniki

### Konkurencje mężczyzn
- jedynka (M1x): Ondřej Synek – 3. miejsce
- dwójka bez sternika (M2-): Jakub Makovička, Václav Chalupa – 10. miejsce
- dwójka bez sternika wagi lekkiej (LM2-): Vojtěch Bejblík, Vlastimil Čabla – 7. miejsce
- dwójka ze sternikiem (M2+): Jakub Makovička, Václav Chalupa, Oldřich Hejdušek – 2. miejsce
- czwórka bez sternika (M4-): Jan Gruber, Milan Doleček, Milan Bruncvík, Michal Horváth – 4. miejsce
- czwórka podwójna (M4x): Petr Buzrla, Petr Vitásek, Tomáš Karas, David Jirka – 11. miejsce
- czwórka bez sternika wagi lekkiej (LM4-): Jan Vetešník, Ondřej Vetešník, Jiří Kopáč, Miroslav Vraštil – 8. miejsce

### Konkurencje kobiet
- jedynka (W1x): Miroslava Knapková – 3. miejsce
- jedynka wagi lekkiej (LW1x): Klára Janáková – 11. miejsce
- dwójka podwójna (W2x): Jitka Antošová, Lenka Antošová – 5. miejsce